# أوروبا تحت الاحتلال الألماني

أوروبا في أقصى اتساع للسيطرة الألمانية في 1942

أوروبا تحت الاحتلال الألماني أو أوروبا النازية هو المصطلح الذي يشير إلى احتلال القوات العسكرية لألمانيا النازية للدول الأوروبية ذات السيادة في أوقات متعددة ما بين 1939 و1945 ويديرها النظام النازي.

## خلفية تاريخية
العديد من البلاد المحتلة من ألمانيا دخلت الحرب العالمية الثانية على أنهم حلفاء المملكة المتحدة أو الاتحاد السوفيتي. بعضهم قد أُجبر على الاستسلام مثل تشيكوسلوفاكيا؛ وآخرون مثل بولندا هُزمت في المعركة (الغزو كان في 1 سبتمبر 1939) ثم احتلت. في بعض الحالات، نُفيت الحكومات الشرعية، وفي حالات أخرى شكل السكان حكومات منفية في دول حلفاء أخرى. بعض الدول التي احتلها النازيون كانت رسميًا محايدة. دول أخرى كانت من دول المحور احتلتها القوات الألمانية في مرحلة متأخرة من الحرب.

## الدول المحتلة
| الدولة أو المنطقة المحتلة                                                                            | الدولة الدمية أو الإدارة العسكرية | فترة الاحتلال                                             | مناطق ضمتها ألمانيا | حركة المقاومة            |
| --- | --- | --------------------------------------------------------- | --- | ------------------------ |
| المملكة الألبانية                                                                                    | المملكة الألبانية | 8 سبتمبر 1943 – ديسمبر 1944                               | لا يوجد | المقاومة الألبانية       |
| الحكومة الوطنية الأوكرانية                                                                           | الإدارة العسكرية في أوكرانيا | 30 يونيو 1941 – سبتمبر 1941                               | الحكومة العامة | المقاومة الأوكرانية      |
| جزر إيجه الإيطالية                                                                                   | جزر إيجه الإيطالية | 8 سبتمبر 1943 – 8 مايو 1945                               | لا يوجد |                          |
| مملكة إيطاليا                                                                                        | الجمهورية الإيطالية الاشتراكية - المنطقة التشغيلية للبحر الأدرياتيكي - المنطقة التشغيلية لسفوح جبال الألب الإدارة العسكرية في كوتور                                                                                | 8 سبتمبر 1943 – 2 مايو 1945                               | لا يوجد | المقاومة الإيطالية       |
| مملكة بلجيكا                                                                                         | الإدارة العسكرية في بلجيكا وشمال فرنسا مفوضية الرايخ لبلجيكا وشمال فرنسا | 10 مايو 1940 – فبراير 1945                                | منطقة الرايخ كولونيا-آخن منطقة الرايخ والونيا | المقاومة البلجيكية       |
| جمهورية بولندا                                                                                       | الإدارة العسكرية في بولندا مفوضية الرايخ أوستلاند الإدارة العسكرية في أوكرانيا | 1 سبتمبر 1939 – 9 مايو 1945                               | منطقة بياليستوك منطقة شرق بروسيا منطقة سيليزيا السفلى الحكومة العامة منطقة الرايخ دانزيغ الغربية بروسيا منطقة الرايخ وورذلاند                                           | المقاومة البولندية       |
| الجمهورية التشيكوسلوفاكية الأولى الجمهورية التشيكوسلوفاكية الثانية الجمهورية التشيكوسلوفاكية الثالثة | جمهورية سلوفاكيا منطقة الحماية الألمانية في سلوفاكيا | 1 أكتوبر 1938 – 11 مايو 1945                              | منطقة الرايخ بيريوث · محمية بوهيميا ومورافيا · منطقة الرايخ الدانوب السفلى · منطقة الرايخ الدانوب العليا · منطقة الرايخ السوديت                                         | المقاومة التشيكوسلوفاكية |
| محافظة الجبل الأسود الإيطالية                                                                        | الاحتلال الألماني للجبل الأسود | 26 سبتمبر 1943 – فبراير 1945                              | لا يوجد | المقاومة اليوغوسلافية    |
| جيرزي                                                                                                | الإدارة العسكرية في فرنسا | 30 يونيو 1940 – 9 مايو 1945                               | لا يوجد | مقاومة شعب جيرزي         |
| دانزيغ                                                                                               | لا يوجد | 1 سبتمبر 1939 – 9 مايو 1945                               | منطقة الرايخ دانزيغ الغربية بروسيا | مقاومة شعب دانزيغ        |
| مملكة الدنمارك                                                                                       | لا يوجد | 9 أبريل 1940 – 5 مايو 1945                                | لا يوجد | المقاومة الدنماركية      |
| إقليم السار                                                                                          | لا يوجد | 1 مارس 1935 – أبريل 1945                                  | منطقة ويستمارك | مقاومة شعب السار         |
| جمهورية سان مارينو                                                                                   | لا يوجد | 17 سبتمبر 1944 – 20 سبتمبر 1944                           | لا يوجد |                          |
| جمهورية سلوفاكيا                                                                                     | منطقة الحماية الألمانية في سلوفاكيا | 29 مارس 1939 – مايو 1945                                  | لا يوجد | المقاومة السلوفاكية      |
| اتحاد الجمهوريات السوفيتية الاشتراكية                                                                | الإدارة العسكرية في الاتحاد السوفيتي مفوضية الرايخ أوستلاند الإدارة العسكرية في أوكرانيا | 22 يونيو 1941 – 10 مايو 1945                              | منطقة بياليستوك الحكومة العامة | المقاومة السوفيتية       |
| إقليم القائد العسكري في صربيا                                                                        | حكومة المفوض حكومة الإنقاذ الوطني | 30 أبريل 1941 – يناير 1945                                | لا يوجد | المقاومة الصربية         |
| غيرنزي                                                                                               | الإدارة العسكرية في فرنسا | 30 يونيو 1940 – 9 مايو 1945                               | لا يوجد | مقاومة شعب غيرنزي        |
| الجمهورية الفرنسية فرنسا الحرة الحكومة المؤقتة للجمهورية الفرنسية                                    | الدولة الفرنسية الإدارة العسكرية في بلجيكا وشمال فرنسا الإدارة العسكرية في فرنسا مفوضية الرايخ لبلجيكا وشمال فرنسا                                                                                                 | 10 مايو 1940 – 9 مايو 1945                                | منطقة بادن منطقة ويستمارك منطقة الرايخ والونيا | المقاومة الفرنسية        |
| جمهورية فنلندا                                                                                       | لا يوجد | 15 سبتمبر 1944 – 25 أبريل 1945                            | لا يوجد | المقاومة الفنلندية       |
| دولة كرواتيا المستقلة                                                                                | منطقة النفوذ الألمانية | 10 أبريل 1941 – 9 مايو 1945                               | لا يوجد | المقاومة اليوغوسلافية    |
| دوقية لوكسمبورغ                                                                                      | الإدارة العسكرية للوكسمبورغ | 10 مايو 1940 – فبراير 1945                                | منطقة موسيلاند | مقاومة لوكسمبورغ         |
| جمهورية ليتوانيا حكومة ليتوانيا المؤقتة                                                              | مفوضية الرايخ أوستلاند | 22 مارس 1939 – 21 يوليو 1940 23 يونيو 1941 – 5 أغسطس 1941 | منطقة شرق بروسيا | المقاومة الليتوانية      |
| مملكة المجر                                                                                          | مملكة المجر - حكومة الوحدة الوطنية | 19 مارس 1944 – مايو 1945                                  | لا يوجد | المقاومة المجرية         |
| دولة مقدونيا المستقلة                                                                                | لا يوجد | 8 سبتمبر 1944 – ديسمبر 1944                               | لا يوجد | المقاومة اليوغوسلافية    |
| إمارة موناكو                                                                                         | لا يوجد | 8 سبتمبر 1943 – 3 سبتمبر 1944                             | لا يوجد |                          |
| مملكة النرويج                                                                                        | مفوضية الرايخ النرويجية - الحكومة الخائنة | 9 أبريل 1940 – 8 مايو 1945                                | لا يوجد | المقاومة النرويجية       |
| دولة النمسا الاتحادية                                                                                | لا يوجد | 12 مارس 1938 – 9 مايو 1945                                | منطقة الرايخ كارينثيا منطقة الرايخ الدانوب السفلى منطقة الرايخ الدانوب العليا منطقة الرايخ سالزبورغ منطقة الرايخ ستيريا منطقة الرايخ تيرول-فورارلبرغ منطقة الرايخ فيينا | المقاومة النمساوية       |
| مملكة هولندا                                                                                         | مفوضية الرايخ الهولندية | 10 مايو 1940 – 20 مايو 1945                               | لا يوجد | المقاومة الهولندية       |
| مملكة يوغوسلافيا جمهورية أوزيتشي جمهورية بيخاتش                                                      | المملكة الألبانية الاحتلال الألماني للجبل الأسود دولة كرواتيا المستقلة - منطقة النفوذ الألماني دولة مقدونيا المستقلة الإدارة العسكرية في كوتور إقليم القائد العسكري في صربيا - حكومة المفوض - حكومة الإنقاذ الوطني | 6 أبريل 19411 – 15 مايو 1945                              | منطقة الرايخ كارينثيا منطقة الرايخ ستيريا | المقاومة اليوغوسلافية    |
| مملكة اليونان                                                                                        | الإدارة العسكرية في اليونان - دولة اليونان | 6 أبريل 1941 – مايو 1945                                  | لا يوجد | المقاومة اليونانية       |

### الحكومات في المنفى

#### حكومات الحلفاء في المنفى
| الحكومة في المنفى           | العاصمة في المنفى                                                                   | فترة النفي                     | المحتل |
| --------------------------- | ----------------------------------------------------------------------------------- | ------------------------------ | --- |
| مملكة بلجيكا                | لندن (22 أكتوبر 1940 – 8 سبتمبر 1944)                                               | 22 أكتوبر 1940 – 8 سبتمبر 1944 | ألمانيا النازية · الإدارة العسكرية في بلجيكا وشمال فرنسا · مفوضية الرايخ لبلجيكا وشمال فرنسا |
| جمهورية بولندا              | باريس (سبتمبر 1939 – 1940) أنجيه (1940 – 12 يونيو 1940) لندن (12 يونيو 1940 – 1990) | سبتمبر 1939 – 1990             | ألمانيا النازية · مفوضية الرايخ أوستلاند · الإدارة العسكرية في أوكرانيا · جمهورية سلوفاكيا · اتحاد الجمهوريات السوفيتية الاشتراكية · جمهورية بولندا الشعبية                                                              |
| تشيكوسلوفاكيا               | باريس (2 أكتوبر 1939 – 1940) لندن (1940 – 1941) أستون أبتس (1941 – 1945)            | 2 أكتوبر 1939 – 8 مايو 1945    | ألمانيا النازية · مملكة المجر · جمهورية سلوفاكيا |
| مملكة الدنمارك              |                                                                                     | 1943 – 1945                    | ألمانيا النازية |
| فرنسا الحرة                 | لندن (1940 – 1941) الجزائر العاصمة (1942 – 31 أغسطس 1944)                           | 1940 – 31 أغسطس 1944           | ألمانيا النازية · الإدارة العسكرية في بلجيكا وشمال فرنسا · مفوضية الرايخ لبلجيكا وشمال فرنسا · الدولة الفرنسية |
| مملكة لوكسمبورغ             | لندن                                                                                | 1940 – 1944                    | ألمانيا النازية |
| مملكة النرويج               | لندن                                                                                | 7 يونيو 1940 – 31 مايو 1945    | مفوضية الرايخ النرويجية |
| الاتحاد الديمقراطي النمساوي | لندن                                                                                | 1941 – 1945                    | ألمانيا النازية |
| مملكة هولندا                | لندن                                                                                | 1940 – 1945                    | مفوضية الرايخ الهولندية |
| مملكة يوغوسلافيا            | لندن                                                                                | 7 يونيو 1941 – 7 مارس 1945     | ألمانيا النازية · إقليم القائد العسكري في صربيا · مملكة بلغاريا · مملكة المجر · المملكة الألبانية · الاحتلال الألماني للجبل الأسود · حكومة المفوض · حكومة الإنقاذ الوطني · دولة كرواتيا المستقلة · دولة مقدونيا المستقلة |
| مملكة اليونان               | القاهرة                                                                             | 29 أبريل 1941 – 12 أكتوبر 1944 | ألمانيا النازية · مملكة إيطاليا · مملكة بلغاريا |

#### حكومات المحور في المنفى
| الحكومة في المنفى       | العاصمة في المنفى | فترة النفي                    | المحتل                             |
| ----------------------- | ----------------- | ----------------------------- | ---------------------------------- |
| حكومة بلغاريا في المنفى | فيينا             | 16 سبتمبر 1944 – 10 مايو 1945 | مملكة بلغاريا                      |
| مجلس دولة الجبل الأسود  | زغرب              | 1944 – 8 مايو 1945            | مملكة يوغوسلافيا                   |
| الدولة الفرنسية         | زيغمارينغن        | 1944 – 22 أبريل 1945          | الحكومة المؤقتة للجمهورية الفرنسية |

#### حكومات محايدة في المنفى
| الحكومة في المنفى                 | العاصمة في المنفى                            | فترة النفي                    | المحتل |
| --------------------------------- | -------------------------------------------- | ----------------------------- | --- |
| جمهورية إستونيا                   | ستوكهولم (1944 – 20 أغسطس 1991) نيويورك      | 17 يونيو 1940 – 20 أغسطس 1991 | مفوضية الرايخ أوستلاند · اتحاد الجمهوريات السوفيتية الاشتراكية                                                                   |
| جمهورية أوكرانيا الشعبية          | وارسو (1920 – 1939) براغ (1939 – 1944)       | 1920 – 22 أغسطس 1992          | ألمانيا النازية · الإدارة العسكرية في أوكرانيا · اتحاد الجمهوريات السوفيتية الاشتراكية · مملكة رومانيا · مملكة المجر             |
| جمهورية روسيا البيضاء الديمقراطية | براغ (1923 – 1939) براغ (1939 – 1945)        | 1919 – الآن                   | ألمانيا النازية · مفوضية الرايخ أوستلاند · الإدارة العسكرية في أوكرانيا · جمهورية بولندا · اتحاد الجمهوريات السوفيتية الاشتراكية |
| جمهورية لاتفيا                    | لندن نيويورك                                 | 17 يونيو 1940 – 21 أغسطس 1991 | مفوضية الرايخ أوستلاند · اتحاد الجمهوريات السوفيتية الاشتراكية                                                                   |
| جمهورية ليتوانيا                  | برن لندن واشنطن العاصمة الفاتيكان بوينس آريس | 15 يونيو 1940 – 11 مارس 1990  | مفوضية الرايخ أوستلاند · اتحاد الجمهوريات السوفيتية الاشتراكية                                                                   |

### استشهادات
1. 1 2  "German occupied Europe" (بالإنجليزية). الموسوعة البريطانية. Archived from the original on 2013-03-30. Retrieved 2015-09-01.

### كتب
- مارك مازور (2008). Hitler's Empire: Nazi Rule in Occupied Europe (بالإنجليزية). لندن: ألين لين. ISBN:9780713996814. Archived from the original on 2022-07-26.

## وصلات خارجية
- خريطة أوروبا 1942